# Deutsche Einband-Meisterschaft 2006/07

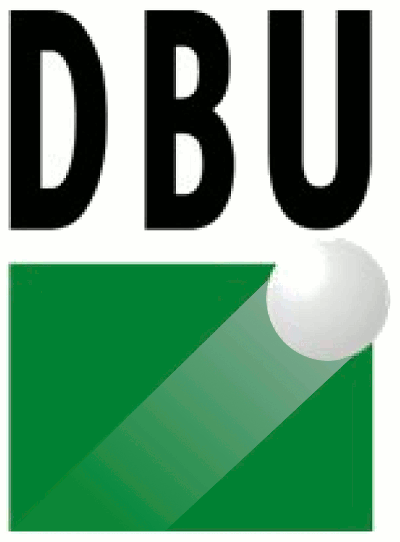
Verbandslogo: DBU

Veranstaltungsort: Bad Wildungen

Die Deutsche Einband-Meisterschaft 2006/07 ist eine Billard-Turnierserie und fand vom 25. bis zum 26. Oktober 2006 in Bad Wildungen zum 53. Mal statt.

## Geschichte
Der für die Bfr. Horster-Eck Essen spielende Markus Dömer gewann nach 2001 seinen zweiten deutschen Meistertitel im Einband. Im Finale gegen den Rekordsieger Wolfgang Zenkner siegte er mit 100:83 in 14 Aufnahmen. Gemeinsam Dritte wurden Uwe Matzszak und der Titelverteidiger Dieter Steinberger.
Die Ergebnisse sind aus eigenen Unterlagen.

## Modus
Gespielt wurde in zwei Vierergruppen bis 100 Punkte oder 20 Aufnahmen. Die zwei Gruppenbesten kamen danach in die K.o.-Spiele des Halbfinales. Ab hier wurde bis 100 Punkte ohne Aufnahmenbegrenzung gespielt.
Die Endplatzierung ergab sich aus folgenden Kriterien:
1. Matchpunkte (MP)
2. Generaldurchschnitt (GD)
3. Bester Einzeldurchschnitt (BED)
4. Höchstserie (HS)

## Teilnehmer (alphabetisch)
1. Dieter Steinberger (BC Kempten), Titelverteidiger
2. Axel Büscher (Bergisch-Gladbacher BC)
3. Sven Daske (BG Hamburg)
4. Markus Dömer (BF Horster-Eck)
5. Uwe Matzszak (RW Krefeld)
6. Robert Pragst (Empor Brandenburger Tor)
7. Arnd Riedel (BC Wedel)
8. Wolfgang Zenkner (BC Hilden)

### Gruppenphase
| Platz                     | Name               | MP  | Pkte. | Aufn. | GD   | BED  | HS |
| ------------------------- | ------------------ | --- | ----- | ----- | ---- | ---- | -- |
| 1                         | Uwe Matzszak       | 4:2 | 293   | 48    | 6,10 | 9,09 | 28 |
| 2                         | Dieter Steinberger | 4:2 | 281   | 47    | 5,98 | 7,14 | 39 |
| 3                         | Robert Pragst      | 4:2 | 219   | 42    | 5,21 | 7,14 | 53 |
| 4                         | Arnd Riedel        | 0:6 | 174   | 49    | 3,55 | –    | 42 |
| Gruppendurchschnitt: 5,19 |                    |     |       |       |      |      |    |

| Platz                     | Name             | MP  | Pkte. | Aufn. | GD   | BED   | HS |
| ------------------------- | ---------------- | --- | ----- | ----- | ---- | ----- | -- |
| 1                         | Wolfgang Zenkner | 6:0 | 292   | 37    | 7,89 | 12,50 | 37 |
| 2                         | Markus Dömer     | 4:2 | 256   | 41    | 6,24 | 6,66  | 26 |
| 3                         | Axel Büscher     | 2:4 | 252   | 43    | 5,86 | 5,00  | 38 |
| 4                         | Sven Daske       | 0:6 | 254   | 57    | 4,46 | –     | 36 |
| Gruppendurchschnitt: 5,92 |                  |     |       |       |      |       |    |

### Finalrunde
| 1. Halbfinale      |     |     |    |      |      |    |
| Wolfgang Zenkner   | 2:0 | 100 | 20 | 5,00 | 5,00 | 16 |
| Dieter Steinberger | 0:2 | 73  | 20 | 3,65 | –    | 42 |

| 2. Halbfinale |     |     |    |      |      |    |
| Uwe Matzszak  | 0:2 | 52  | 13 | 4,00 | –    | 21 |
| Markus Dömer  | 2:0 | 100 | 13 | 7,69 | 7,69 | 21 |

| Finale           |     |     |    |      |      |    |
| Wolfgang Zenkner | 0:2 | 83  | 14 | 5,92 | –    | 29 |
| Markus Dömer     | 2:0 | 100 | 14 | 7,14 | 7,14 | 29 |

## Abschlusstabelle
| MP    | Match Punkte (Sieger = 2; Unentschieden = 1; Verlierer = 0) |
| SV    | Satzverhältnis (nur bei Turnieren im Satzsystem)            |
| Pkte. | Erzielte Karambolagen                                       |
| Aufn. | benötigte Aufnahmen                                         |
| GD    | Generaldurchschnitt                                         |
| MGD   | Mannschafts-Generaldurchschnitt                             |
| BED   | Bester Einzeldurchschnitt eines Spielers                    |
| BEMD  | Bester Einzeldurchschnitt einer Mannschaft                  |
| BSD   | Bester Satzdurchschnitt eines Spielers                      |
| HS    | Höchstserie                                                 |
| WRP   | Weltranglistenpunkte                                        |

| Klassement                | Klassement | Klassement         | Klassement | Klassement | Klassement | Klassement | Klassement | Klassement | Klassement |
| Phase                     | Platz      | Name               | MP         | Pkt.       | Aufn.      | GD         | BED        | HS         |            |
| ------------------------- | ---------- | ------------------ | ---------- | ---------- | ---------- | ---------- | ---------- | ---------- | ---------- |
| Finale                    | 1          | Markus Dömer       | 8:2        | 456        | 68         | 6,70       | 7,69       | 29         |            |
| Finale                    | 2          | Wolfgang Zenkner   | 8:2        | 475        | 71         | 6,69       | 12,50      | 37         |            |
| Halb- finale              | 3          | Uwe Matzszak       | 4:4        | 345        | 61         | 5,65       | 9,09       | 28         |            |
| Halb- finale              | 3          | Dieter Steinberger | 4:4        | 354        | 67         | 5,28       | 7,14       | 42         |            |
| Gruppen- phase            | 5          | Robert Pragst      | 4:2        | 219        | 42         | 5,21       | 7,14       | 53         |            |
| Gruppen- phase            | 6          | Axel Büscher       | 2:4        | 252        | 43         | 5,86       | 5,00       | 38         |            |
| Gruppen- phase            | 7          | Sven Daske         | 0:6        | 254        | 57         | 4,46       | –          | 36         |            |
| Gruppen- phase            | 8          | Arnd Riedel        | 0:6        | 174        | 49         | 3,55       | –          | 42         |            |
| Turnierdurchschnitt: 5,52 |            |                    |            |            |            |            |            |            |            |